# Армандо Фарро
Армандо Фарро (ісп. Armando Farro, 20 грудня 1922 — 30 листопада 1982) — аргентинський футболіст, що грав на позиції нападника, зокрема за «Банфілд» та «Сан-Лоренсо», а також національну збірну Аргентини, у складі якої — чемпіон Південної Америки 1945 року.

## Клубна кар'єра
У дорослому футболі дебютував 1940 року виступами за команду «Банфілд», в якій провів п'ять сезонів, взявши участь у 88 матчах чемпіонату.  Більшість часу, проведеного у складі «Банфілда», був основним гравцем атакувальної ланки команди і одним з її головних бомбардирів, маючи середню результативність на рівні 0,49 гола за гру першості.
1945 року перейшов до «Сан-Лоренсо», де також став одним з лідерів атаки. Відіграв за цю команду дев'ять сезонів ігрової кар'єри. В сезоні 1946 року допоміг «Сан-Лоренсо» здобути перемогу в аргентинській першості. 
Завершив ігрову кар'єру у «Феррокаріль Оесте», за який виступав протягом 1954 року.

## Виступи за збірну
1945 року був включений до заявки національної збірної Аргентини на тогорічний чемпіонат Південної Америки в Чилі. За результатами турніру аргентинці усьоме в історії стали найсильнішою збірною континенту, а Фарро заніс до свого активу три виходу на заміну в іграх першості.
Помер 30 листопада 1982 року на 60-му році життя.

## Титули і досягнення
- Переможець чемпіонату Південної Америки (1):

Аргентина: 1945
- Чемпіон Аргентини (1):

«Сан-Лоренсо»: 1946